# Hänt i Veckan
Hänt i Veckan, även Hänt eller Hänt.se, är en veckotidning och underhållningssajt. Den kom först ut mellan åren 1964-1994, då den slogs ihop med en annan tidning, för att sedan återuppstå igen 2014. Idag finns innehåll från tidningen online på Hänt, som är en del Hänt-gruppen. Hänt-gruppen består av tidningarna Hänt i Veckan, Hänt Extra, Veckans Nu och TV-guiden. Hänt i Veckan har en fysisk upplaga på 44 000. Tidningen ges ut av Aller Media.

## Historia
Hänt i Veckan startades september 1964 av Allers förlag som veckotidning om nöjesnyheter. Man ville ha en svensk variant av Se og Hør, som var en dansk tidning om kändisar och TV. I Sverige var namnet SE redan taget av Bonnier, så istället valdes Hänt i Veckan eftersom det var en bra förklaring av tidningens innehåll.
När kung Carl XVI Gustaf gifte sig med Silvia Sommerlath 1976 hade tidningen en 40-sidor lång bilaga om bröllopet som sålde i 250 000 exemplar.
År 1977 började Leif Schulman på tidningen som frilansare. Han kom senare att bli redaktionschef på tidningen 1980, och 1998 blev han redaktionschef på Se&Hör.

## Dansbandslåten
Man anordnade från år 1988 även en musiktävling vid namn Hänts Meloditävling, som senare kom att bli känd under namnet Dansbandslåten. Dansbandslåten var aktiv ända fram till 2000, då musikgruppen Barbados vann med låten Kom Hem.

## Namnbyten och sammanslagning
1994 slogs Hänt i Veckan samman med Röster i radio-TV och bildade Se & Hör. Aller hade några år innan köpt Röster i Radio-TV från Sveriges Radio. Namnet Se&Hör blev tillgängligt eftersom Bonnier hade glömt att förnya copyrighten på SE och tillhörande namn. Aller valde då att få in namnet Se&Hör på svenska marknaden (det fanns redan en liknande tidning med samma namn hos Aller i Danmark). Tidningen hade då minskat i upplaga och de användes som ursäkt för namnbytet. Första svenska numret av Se&Hör hade fotbollsspelaren Ola Nilsson på omslaget.
Se&hör gavs ut ändå till 2014, då Aller media meddelade att Hänt i Veckan skulle återuppstå i samband med att Se&Hör lades ned. Tidningen fick då också en ny hemsida under namnet Hänt.se, som även hade med nyheter från Hänt Extra och Veckans Nu.

## Chefredaktörer
Chefredaktörer på Hänt i Veckan, 1964-1994:
- Uno Tenfält (1-12/1964)
- Thomas Rosenberg (6/1965-8/1969)
- Thomas Rosenberg och Thor Wahlberg (9/1969-39/1970)
- Thor Wahlberg (40/1970-43/1973)
- Olle Leino (44/1973-37/1977)
- Leif Johansson (38/1977-38/1980; 39-44/1980 med titeln Huvudredaktör)
- Bengt Gustavsson (1984-37/1992)
- Michael Journath (38/1992-26/1993)
- Lena Lindahl (27-31/1993, med titeln Redaktionschef)
- Sten Hedman (32/1993-24/1994)

Chefredaktörer på Se&Hör, 1994-2014:
- Sten Hedman (1994-1995:19).
- Edgar Antonsson (1995:20-1996:6).
- Edgar Antonsson (1996:7-1997:6),
- Tommy Schönstedt (1997:7-1998:29)
- Edgar Antonsson (1997:7-1998:3)
- Tua Lundström (1998:30-1999)

Chefredaktörer på Hänt.se, efter 2014:
- Bo Liljeberg 2014-2015[9]
- Tobias Wixtröm 2016-[10]